# Vișina, Dâmbovița
Vișina là một xã thuộc hạt Dâmbovița, România. Dân số thời điểm năm 2002 là 6684 người.